# Oromia
Oromia (amh. ኦሮሚያ ክልል, oromo Oromiyaa) – region administracyjny w środkowej i południowej części Etiopii. Graniczy z regionami: Afar, Amhara, Benshangul-Gumuz na północy, z regionami Narodów, Narodowości i Ludów Południa (Jedebub Byhierocz, Byhiereseboczynna Hyzbocz) i Gambela na południu; z regionem Somali na wschodzie; z Kenią na południu, Sudanem Południowym na zachodzie. W regionie panują tendencje separatystyczne, które podtrzymywane są przez lud Oromów.
Stolicą regionu jest miasto Addis Abeba (poprzednio, od 2000 do 2005 r. miasto Adama).
Region liczy 35 mln mieszkańców (2018 r.) i zajmuje powierzchnię 286 612 km².
- Skład etniczny: Oromowie 87,8%, Amharowie 7,2%, Gurage 0,9%, inne plemiona 4,0%,
- Religie: muzułmanie 47,6%, koptyjscy chrześcijanie 30,4%, protestanci 17,7%, religie animistyczne 3,3%,
- Języki: oromo 83,5%, amharski 11%, gurage 0,98%, gedeo 0,98%, tigrinia 0,25%,

90% ludności regionu mieszka na terenach wiejskich i utrzymuje się z rolnictwa i pasterstwa. Głównymi roślinami uprawnymi są: kukurydza, teff, pszenica i fasola. Oromia ma 51,2% udziału w ogólnej ilości plonów całego kraju i 44% całej populacji bydła.
Oromia cechuje się wielką różnorodnością krajobrazową. Można tu spotkać zarówno górzyste tereny, rozłożyste wyżyny, jak i równiny. Najwyższym szczytem jest Góra Batu (4607 m). Klimat w regionie można podzielić na trzy typy: suchy, tropikalny deszczowy i umiarkowany deszczowy. Klimat suchy charakteryzuje się skąpą roślinnością i temperaturami od 27 do 39 °C, średnia opadów wynosi 450 mm. Przy klimacie gorącym i półsuchym temperatury sięgają od 18 do 27 °C a średnia opadów wynosi od 410 do 820 mm. Wyżynna część Oromii posiada bardziej umiarkowane warunki z deszczami sięgającymi od 1200 do 2000 mm, w najchłodniejszym miesiącu przeciętna temperatura wynosi tu 18 °C.
W regionie występują takie surowce mineralne jak: złoto, platyna, nikiel i żelazo. Oromia posiada duży potencjał hydroenergetyczny, który w dużej części pozostaje niewykorzystany.

## Podział administracyjny

Mapa regionów i stref Etiopii.

Region Oromia podzielony jest na 17 stref i 3 woredy specjalne. W sumie obejmuje 245 wored, 36 administracji miejskich i 6500 kebeke. Kebele jest najmniejszą jednostką administracyjną. 
Strefy
- Strefa Arsi
- Strefa Bale
- Strefa Borena
- Strefa Wschodnie Hararghe
- Strefa Wschodnia Szewa
- Strefa Wschodnia Welega
- Strefa Guji
- Strefa Horo Guduru Welega
- Strefa Illubabor
- Strefa Dżimma
- Strefa Kelam Welega
- Strefa Północna Szewa
- Zachodnia Strefa Arsi
- Strefa Zachodnie Hararghe
- Strefa Zachodnie Szewa
- Strefa Zachodnia Welega
- Strefa Południowo Zachodnie Szewa

Woredy specjalne
- Adama
- Dżimma
- Oromia-Finfinnee

## Prezydenci Komitetu Wykonawczego Oromii
- Hassen Ali (1992–1995)
- Kuma Demeksa (1995–2001)
- Juneidi Sad (2001–2005)
- Abadula Gemeda (2005–2010)
- Alemayehu Atomsa (2010–2014)
- Muktar Kedir (od 2014)